# Lloyd Banks
Lloyd Banks, pseudonimo di Christopher Lloyd (New Carrollton, 30 aprile 1982), è un rapper statunitense.
Uno dei più noti membri della G-Unit, amico d'infanzia di 50 Cent, lo seguirà insieme a Tony Yayo nella fondazione della crew New-Yorkese.
Dopo la collaborazione con 50 e Young Buck per la realizzazione dell'album Beg for Mercy uscito nel 2003, pubblica un cd da solista The Hunger for More l'anno seguente e ottiene un grande successo(4 volte disco di platino in USA), infine all'inizio del 2007 Rotten Apple nel quale troviamo un Banks più impegnato e apprezzabile non solo per i beat.
Nel 2010 esce il suo terzo disco H.F.M.2 ( Hunger for More 2), la hit del disco è Beamer, Benz or Bentley in collaborazione con Juelz Santana.
Dopo anni in cui escono vari mixtape, nel 2021 fa uscire il suo quarto album in studio The Course of the Inevitable, nel 2022 esce The Course of the Inevitable 2 e l'anno seguente esce The Course of the Inevitable 3 completando la trilogia, arrivando così al sesto album in studio.

## Biografia

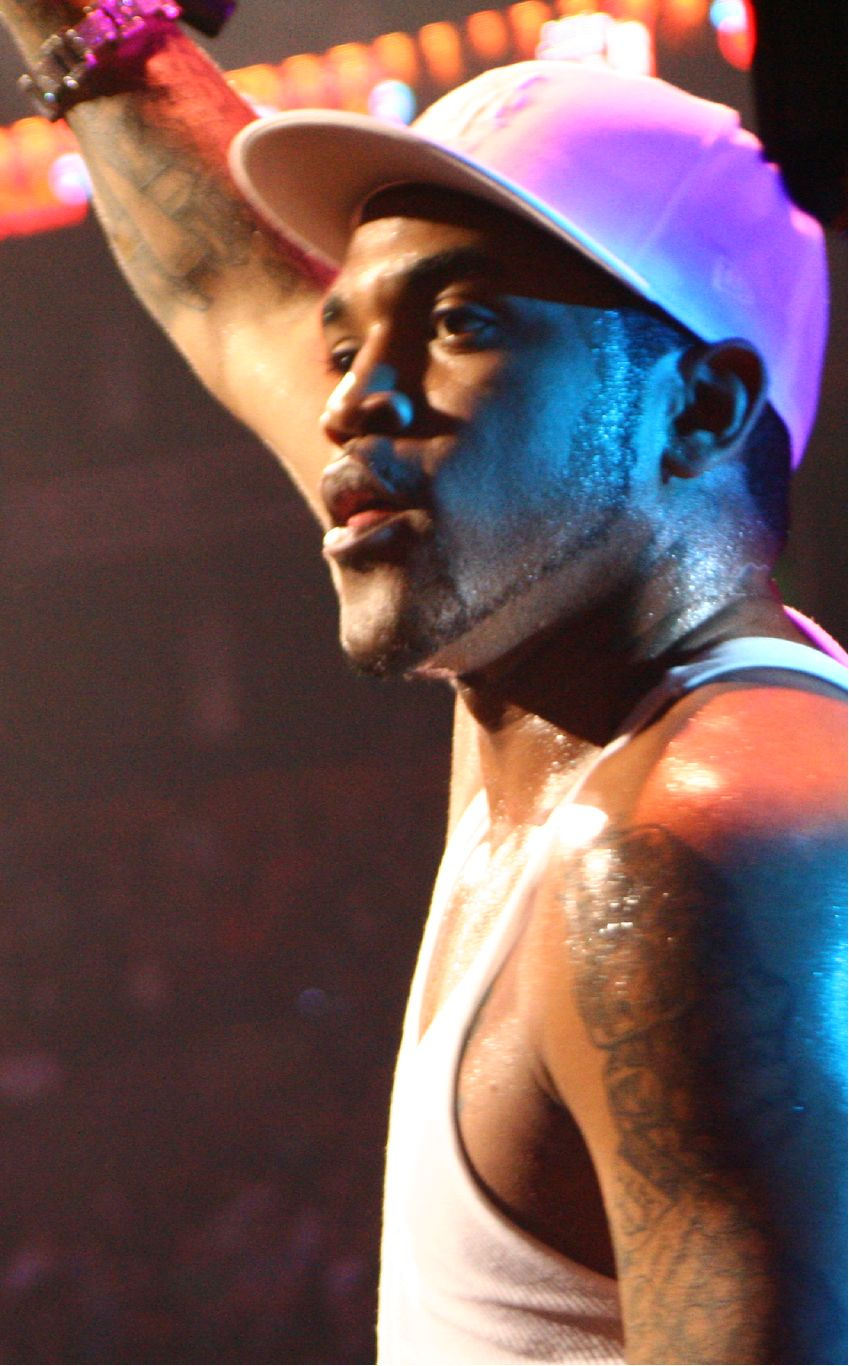
Banks ai Monster Jam nel 2006

Lloyd Banks cresce in Jamaica Queens, insieme alla madre di origine portoricana (il padre passa buona parte degli anni dell'infanzia del figlio in carcere). Come molti giovani della periferia trova la consolazione alle sue frustrazioni e alla povertà dilagante nel rap, nel suo caso nella musica di rappers come Big Daddy Kane e Slick Rick.
Il ragazzo ha lo sguardo inespressivo di chi è davvero cresciuto nelle strade di Jamaica nel Queens, padre nero sempre dietro le sbarre, la madre è una baby-mama portoricana che lo ha cresciuto da sola. Nella sua infanzia conosce Tony Yayo con cui cresce come rapper, e grazie a lui si unisce al promettente 50 Cent. Abbandona gli studi superiori all'età di 16 anni, dedicandosi completamente al rap. Dopo aver partecipato a molti mixtapes del mercato locale forma una crew, la G-Unit, con gli amici d'infanzia 50 Cent e Tony Yayo. Il gruppo mira a ridefinire le regole dello street marketing, invadendo il mercato nero dell'underground di New York con autoproduzioni. Banks appare nell'LP di 50 Get Rich Or Die Tryin' (2003). Qualche mese dopo esce Best Of Lloyd Banks, autoproduzione, con le strofe e gli spezzoni più significativi dell'MC. Nel novembre dello stesso anno è sul mercato Beg For Mercy, progetto della G-Unit, ora arricchita della presenza di un altro membro: Young Buck. Lloyd Banks non si adagia sul momentaneo successo, anche se la sua crew ha passato un 2003 da sogno. Sempre nel 2003, Lloyd Banks riceve l'ambito 2003's Mixtape Artist of the Year per le sue continue e qualitatevoli apparizioni (2 mixtape sono tutti suoi: Money in the Bank e More Money in the Bank).
Due settimane al numero uno di Billboard, già più di 500000 copie vendute solo negli States.
Il debutto solista lo abbiamo sotto G-Unit/Interscope Records, Hunger For More, nel giugno del 2004. L'album presenta street anthems e brani da club di buon livello. Il primo singolo è On Fire, che presenta un videoclip con la b-side del brano Warrior. Il secondo singolo è I'm So Fly. Le collaborazioni sono quelle di casa G-Unit (50 Cent, Young Buck e Tony Yayo), di Nate Dogg, Eminem e The Game, nuovo membro Aftermath e G-Unit. Nel frattempo la G-Unit dall'uscita del cd di Tony Yayo ha avuto un periodo di crisi per il calo delle vendite e l'aggiunta di molti beef.
Il rilancio della credibilità della crew è stata iniziata con l'uscita, spesso rimandata del secondo cd di Lloyd Banks, Rotten Apple (si tatuerà il nome dell'album sulla schiena). La promo del suo cd è iniziato con il singolo Hands Up, tipico pezzo da club con la partecipazione di 50 Cent e la produzione di Eminem, ritmato, facile da ricordare e soprattutto ballabile. Il successivo singolo fu Cake sempre in collaborazione con Fifty. Nel suo cd ci sono numerosi features, come Rakim, Scarface 8ball e il resto della G-Unit. Non si può dimenticare il pezzo di Iceman molto potente con un beat molto da club. Grazie al flow incofondibile di Buck c'è proprio il clima Dirty South, anche se verso la fine Scarface non dà il meglio di sé. Oltre ai temi "duri" ci sono certi pezzi dedicati alle ragazze come Help con il ritornello di Keri Hilson. In generale il cd contiene ottime rime e beat un po' tutti incentrati su un ritmo verso il club.

## Stili ed influenze

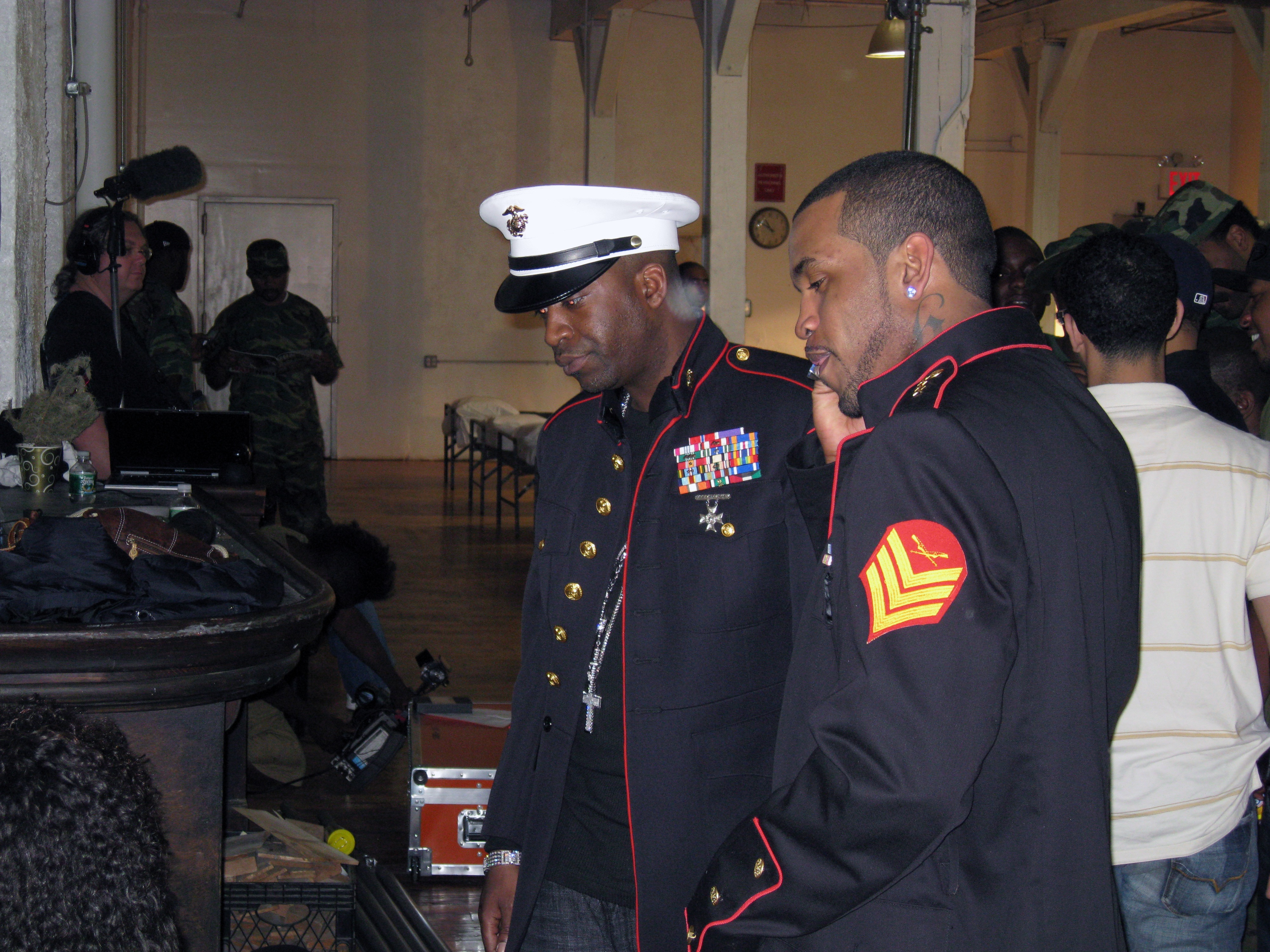
Banks e Tony Yayo durante le riprese del video "Rider pt.2" 2008

LLoyd Banks ha l'abitudine di cambiare spesso voce: se confrontiamo la voce nelle seguenti canzoni: Popping Them Thang's (G-Unit 2003) con Cake o Hands Up (2006) e per finire con Officer Down (The Cold Corner 2009) ci si accorge che la voce diventa sempre più forte e aggressiva. Ciò lo avvantaggia molto, poiché tutto sommato le sue canzoni sono principalmente di stile gangsta. LLoyd Banks veste ovviamente largo, come tutti i membri della sua crew, vestendo la marca ufficiale della G-Unit e la sua marca: South Side. Il cappellino, (quasi sempre NY) lo porta principalmente all'indietro, con il dureg. Non bisogna però farsi illudere da questa descrizione del vestiario che l'avvicina molto agli altri rappers, infatti egli indossa spesso camicie e polo.

## Cold Corner
Nel 2009 è uscito il suo ultimo disco mix-tape "Cold Corner" che tuttora sta riscuotendo ottimo successo. Nell'album troviamo anche dissing contro Rick Ross oltre che numerose citazioni in quasi tutte le canzoni (sempre contro Rick). Nell'ultimo album troviamo un Lloyd Banks più "agguerrito"
con meno featuring dando più peso alla sua carriera da solista. Infatti l'unico artista "estraneo" nel cd è Eminem che canta l'intro del disco.

## Contrasti con The Game
Già da tempo tutti i membri della G-Unit compreso lo stesso Lloyd Banks sono in contrasto con The Game. The Game ha creato nel 2005 la G-Unot, un gruppo di rappers cercano di rovinarli con dissing e falsa pubblicità.
Attualmente Lloyd Banks ha risposto a The Game nelle seguenti canzoni: Show Time e Beneath Me, oltre che in molti freestyle.

## Collaborazione con i Dj
Lloyd Banks ha collaborato anche come producer-dj. Ad esempio alcuni suoi album in collaborazione con dj qui sotto riportati:
Mo money in the banks pt I con DJ Whoo Kid
The Banks Vault con Dj Woogie
Chashing in con Dj Whoo Kid
The City is Mine con Dj ConTroversy
Mo Money in the Bank pt II con Dj Whoo Kid
Anche "The Cold Corner" è con il dj Whoo Kid

## Premi
Nel 2004, a Lloyd Banks è stato assegnato il premio per il miglior Mixtape del 2004 dal prestigioso Mixtape Awards. Lloyd Banks commentò questo premio, in un'intervista con AOL Sessions, dicendo: 

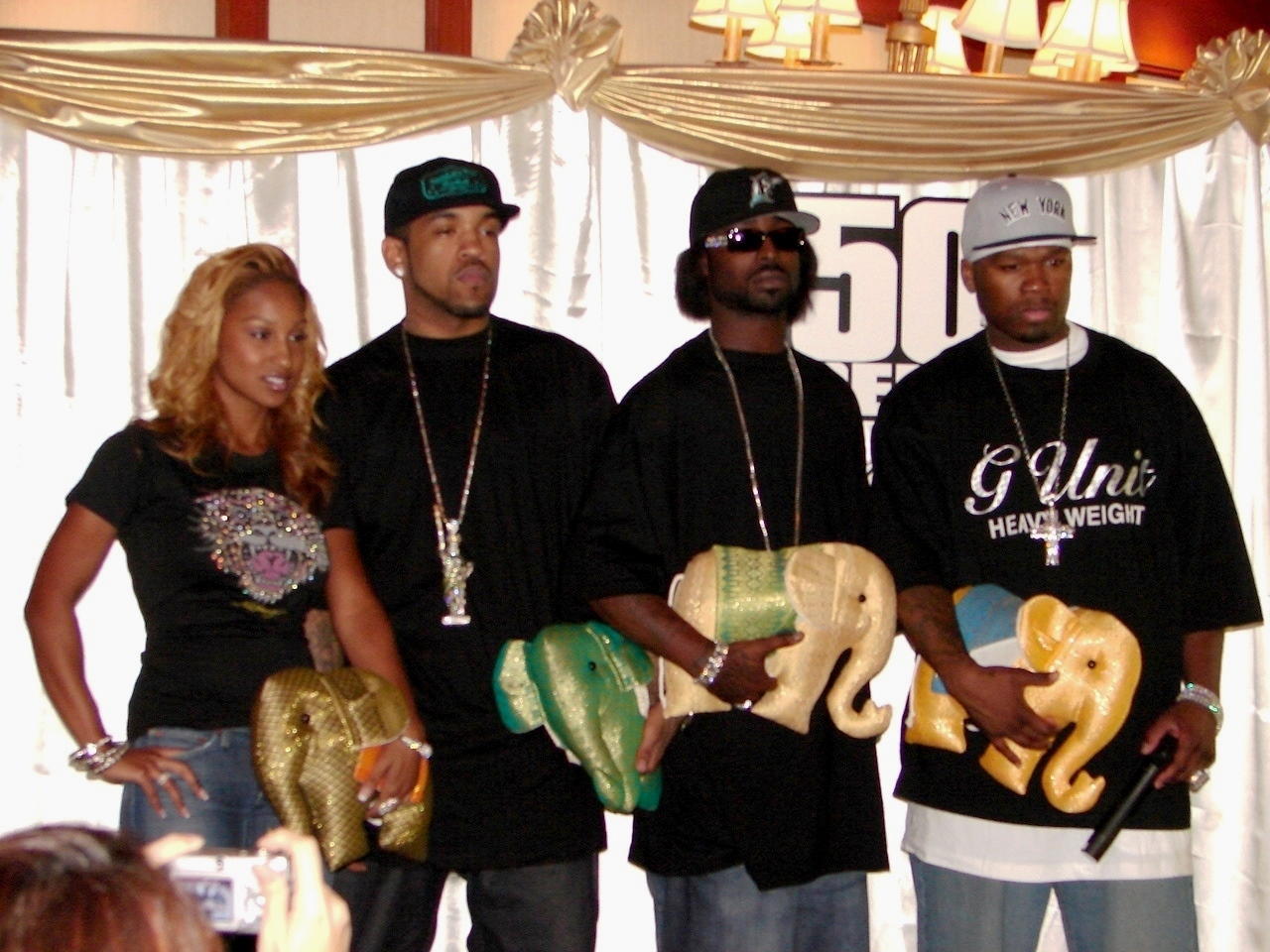
Banks e la G-Unit

"When I won the mixtape artist of the year 2004, after that I didn't want to get away from it because that right there is where I got my satisfaction, from the fans giving me that award. It wasn't like an award show when you got some big fat guys in suits on the podium that never even heard my album giving me a rating or judging what I deserve... that's actually my most proudest trophy right now."
BET Awards 
2006, Migliore collaborazione ("Touch It [Remix]") con Busta Rhymes, Mary J. Blige, Rah Digga, Missy Elliott, Papoose, & DMX.
BET Hip-Hop Awards 
2006, video Hip-Hop dell'anno ("Touch It [Remix]") con Busta Rhymes, Mary J. Blige, Rah Digga, Missy Elliott, Papoose, & DMX.
2005, migliore performance da solo ("On Fire")

## Discografia

### Album in studio
- 2004 - The Hunger For More
- 2006 - Rotten Apple
- 2010 - H.F.M. 2 (The Hunger for More 2)
- 2021 - The Course of the Inevitable
- 2022 - The Course of the Inevitable 2
- 2023 - The course of the Inevitable 3